# هانس کلارین
هانس کلارین (آلمانی: Hans Clarin; ۱۴ سپتامبر ۱۹۲۹ – ۲۸ اوت ۲۰۰۵) یک هنرپیشه اهل آلمان بود. وی بین سال‌های ۱۹۵۲ تا ۲۰۰۵ میلادی فعالیت می‌کرد.
از فیلم‌ها یا برنامه‌های تلویزیونی که وی در آن نقش داشته‌است می‌توان به پی‌پی جوراب‌بلنده اشاره کرد.
وی همچنین برندهٔ جوایزی همچون نشان افتخار شایستگی جمهوری فدرال آلمان شده‌است.